# Conservatorio Giuseppe Verdi

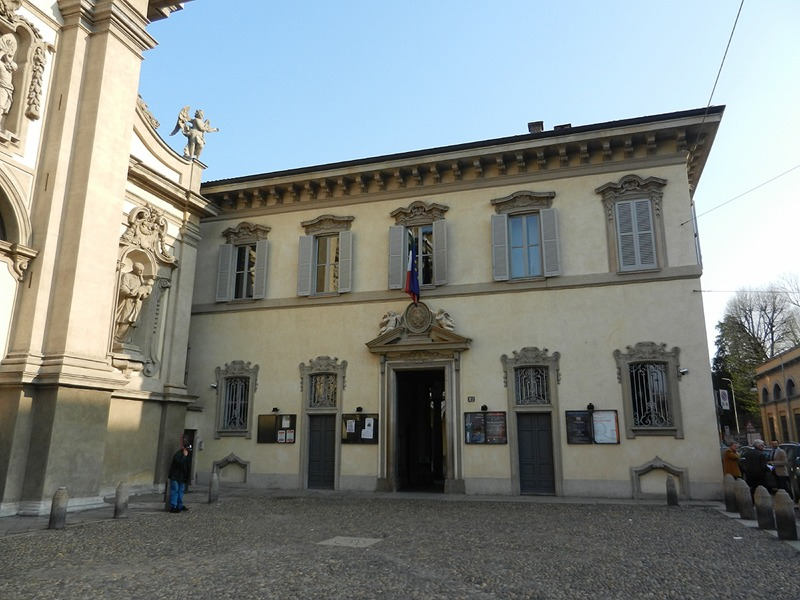
Conservatorio Giuseppe Verdi Mailand

Das Conservatorio Giuseppe Verdi in Mailand ist die größte Musikhochschule Italiens.

## Geschichte
Gegründet durch ein königliches Dekret von 1807 zu Mailand, damals der Hauptstadt des napoleonischen Königreichs Italien, wurde es bald darauf im Gebäudekomplex der Chiesa di Santa Maria della Passione eröffnet. Im ersten Jahr wurden 18 weibliche und männliche Studierende aufgenommen.
Im Juni 1832 wurde dem damals 18-jährigen Komponisten Giuseppe Verdi die Aufnahme ans Konservatorium zur Ausbildung als Pianist wegen „fehlerhafter Handhaltung ohne Möglichkeit einer Korrektur“ und Überschreitung des Höchstalters (es betrug damals 14 Jahre) verweigert. Kurz vor seinem Tod wurde die Musikschule nach ihm benannt.
Zur Musikhochschule gehören auch der Konzertsaal La Sala Verdi und die Bibliothek Biblioteca del Conservatorio Giuseppe Verdi.

## Schüler und Schülerinnen (Auswahl)
Claudio Abbado, Marcello Abbado, Michelangelo Abbado, Kurken Alemshah, Giuseppe Andaloro, Alfredo Antonini, Wira Astafjewa, Oscar Bianchi, Arrigo Boito, Giovanni Bottesini, Emilia Bonini, Alfredo Catalani, Riccardo Chailly, Ottavio Dantone, Marco Di Bari, Ludovico Einaudi, Ivan Fedele, Carlotta Ferrari, Antonino Fogliani, Luca Francesconi, Alceo Galliera, Amelita Galli-Curci, Stefano Gervasoni, Vittorio Giannini, Hanna Kruschelnyzka, Bruno Maderna, Pietro Mascagni, Enrique Mazzola, Gian Carlo Menotti, Francisco Mignone, Arturo Benedetti Michelangeli, Italo Montemezzi, Riccardo Muti, Mario Nascimbene, Gianandrea Noseda, Vittorio Parisi, Mario Paci, Mateo Peñaloza Cecconi, Alfredo Piatti, Maurizio Pollini, Giacomo Puccini, Fausto Romitelli, Riccardo Sinigaglia, Adelina Stehle, Feliciano Strepponi und Marco Stroppa.

## Lehrer (Auswahl)
Giorgio Battistelli, Franco Donatoni, Lorenzo Ferrero, Enrico Gatti, Francesco Lamperti, Giovanni Battista Lamperti, Riccardo Muti, Enrico Polo, Amilcare Ponchielli, Salvatore Quasimodo.